# Scandanavian Championships 1977
Lo Scandanavian Championships 1977 è stato un torneo di tennis giocato sul sintetico indoor. È stata la 1ª edizione del torneo, che fa parte del Colgate-Palmolive Grand Prix 1977. Si è giocato a Helsinki in Finlandia dal 14 al 20 marzo 1977.

## Campioni

### Singolare maschile
Mark Cox ha battuto in finale  Kjell Johansson con il punteggio di 6–3 6–3

### Doppio maschile
Jiří Hřebec /  Hans Kary hanno battuto in finale  David Lloyd /  John Lloyd con il punteggio di 5–7, 7–6, 6–4